# Indro Olumets
Indro Olumets (Tallinn, 10 april 1971) is een voormalig profvoetballer uit Estland, die speelde als aanvallende middenvelder gedurende zijn carrière. Hij speelde competitievoetbal in Estland voor onder meer Tallinna Sadam, Lelle SK en FC Flora Tallinn. Olumets beëindigde zijn actieve loopbaan in 2008. Hij was later actief als jeugdtrainer.

## Interlandcarrière
Olumets kwam in totaal 32 keer (twee doelpunten) uit voor de nationale ploeg van Estland in de periode 1992-1996. Hij maakte zijn debuut onder leiding van bondscoach Uno Piir in de eerste officiële interland van het Baltische land sinds de onafhankelijkheid van de Sovjet-Unie: een vriendschappelijk duel op 3 juni 1992 tegen Slovenië (1-1) in Tallinn. Hij werd in dat duel na 45 minuten vervangen door Sergei Ratnikov. Olumets was in 1991 al in actie gekomen tijdens de twee officieuze duels die de Esten dat jaar speelden in het kader van de strijd om de Baltische Cup.
| Interlanddoelpunten | Interlanddoelpunten | Interlanddoelpunten | Interlanddoelpunten | Interlanddoelpunten | Interlanddoelpunten | Interlanddoelpunten | Interlanddoelpunten |
| №                   | Datum               | Locatie             | Wedstrijd           | Goal(s)             | Score               | Uitslag             | Competitie          |
| ------------------- | ------------------- | ------------------- | ------------------- | ------------------- | ------------------- | ------------------- | ------------------- |
| 1                   | 10.07.1992          | Liepāja             | Letland – Estland   | 61'                 | 2 – 1               | 2 – 1               | Baltische Cup       |
| 2                   | 11.07.1992          | Liepāja             | Litouwen – Estland  | 64'                 | 1 – 1               | 1 – 1               | Baltische Cup       |

## Erelijst
FC Flora Tallinn
- Meistriliiga

1994, 1995
- Beker van Estland

1995
 Tallinna Sadam
- Beker van Estland

1997
 FC Levadia Tallinn
- Meistriliiga

2000
- Beker van Estland

2000, 2002